# Start Feniksa
Start Feniksa – amerykański film przygodowy z 1965 roku na podstawie powieści Ellestona Trevora.

## Główne role
- James Stewart – Frank Towns
- Richard Attenborough – Lew Moran
- Peter Finch – kapitan Harris
- Hardy Krüger – Heinrich Dorfmann
- Ernest Borgnine – Trucker Cobb
- Ian Bannen – Crow
- Ronald Fraser – sierżant Watson
- Christian Marquand – dr Renaud
- Dan Duryea – Standish
- George Kennedy – Bellamy
- Gabriele Tinti – Gabriel
- Alex Montoya – Carlos
- Peter Bravos – Tasso
- William Aldrich – Bill
- Barrie Chase – Farida

## Fabuła
Po katastrofie samolotu wojskowego na Saharze, pilot Frank Towns i nawigator Lew Moren wśród szalejącej burzy piaskowej ratują ocalałych. Uzurpujący sobie prawo do dowodzenia także na ziemi Towns nakazuje marsz przez pustynię jako jedyną, choć nikłą szansę ratunku. Tymczasem jeden z pasażerów – Niemiec Heinrich Dorfmann – przedstawia się jako konstruktor maszyn lotniczych firmy Becker Flugzeuge. Naprawdę jest projektantem zdalnie sterowanych modeli – chce zbudować maszynę do latania z wraku. Mimo beznadziejnej sytuacji zdobywa zaufanie reszty pasażerów. 

## Nagrody i nominacje
Oscary za rok 1965
- Najlepszy montaż – Michael Luciano (nominacja)
- Najlepszy aktor drugoplanowy – Ian Bannen (nominacja)

Złote Globy 1965
- Najlepszy dramat (nominacja)
- Najlepszy aktor drugoplanowy – Hardy Krüger (nominacja)
- Najbardziej obiecujący nowy aktor – Ian Bannen (nominacja)